# Operação das Nações Unidas no Congo

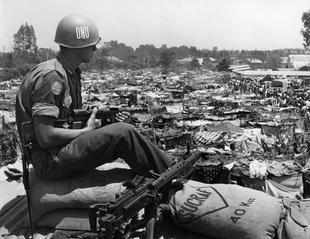
Um soldado sueco da ONUC no Congo

Organização das Nações Unidas no Congo (em francês:  Organisation des Nations Unies au Congo, em inglês:  United Nations Organization in the Congo; abreviado ONUC) foi uma força de manutenção da paz das Nações Unidas no Congo que foi estabelecida após a Resolução 143 do Conselho de Segurança das Nações Unidas de 14 de julho de 1960. A partir de 1963, o nome mudaria para Operação das Nações Unidas no Congo (em francês:  Opération des Nations unies au Congo, em inglês:  United Nations Operation in the Congo), mantendo a mesma sigla. Para generalizar, a missão foi uma resposta à Crise do Congo. A ONUC foi a primeira missão de manutenção da paz da ONU com uma força militar significativa, contudo a ONUC tem sido descrita como uma "vitória pírrica na melhor das hipóteses." 
Alguns dias depois da independência da República do Congo (Léopoldville), motins contra os oficiais brancos e as populações europeias no Congo conduziram uma intervenção militar da Bélgica em sua ex-colônia.
Em 12 de julho de 1960, o governo congolês (então chamado Congo-Leopoldville) busca ajuda da ONU para proteger o país contra agressões externas. Nos dois dias que se seguiram, o Conselho de Segurança da ONU pede a Bélgica para retirar suas tropas e autoriza uma disposição destinada a prestar assistência militar para o Congo até que seu governo considerasse a missão cumprida.
Rapidamente, um contingente da ONU composto pelas forças de manutenção da paz das Nações Unidas vindos principalmente de países da Ásia e da África chegaram ao Congo, juntamente com peritos civis para prestar assistência aos serviços públicos. O objetivo da missão era ajudar o governo congolês a restabelecer e manter a independência e a integridade territorial, manter a lei e a ordem, e estabelecer um amplo programa de assistência técnica.
Na sequência das ações do Conselho de Segurança, a Força das Nações Unidas no Congo (ONUC) foi estabelecida. Para desempenhar tais funções, o Secretário-Geral estabeleceu uma força das Nações Unidas que em seu pico de intensidade numerava cerca de 20.000. A Força das Nações Unidas esteve no Congo entre 1960 e 1964 e passou por uma transição de uma presença de manutenção de paz para uma força militar.

## Países participantes
| - Argentina - Áustria - Brasil - Canada - Congo-Kinshasa - Dinamarca - Equador - Etiópia - Gana - Grécia - Guiné | - Índia - Indonésia - Irã - Irlanda - Itália - Libéria - Malásia - Mali - Marrocos - Países Baixos - Nigéria | - Noruega - Paquistão - Filipinas - Serra Leoa - Sri Lanka - Sudão - Suécia - Tunísia - República Árabe Unida - Iugoslávia |